# صعومه آقاراک مقدس
صعومه آقاراک مقدس (انگلیسی: Agarak monastery) مجتمع ماندگار ارمنی تخریب شده از چندین کلیسا در استان ایغدیر، ترکیه است. ساختن صومعه آقاراک در زمانی بین ۶۴۹–۶۵۳ شروع و به پایان رسید.